# ファンクション・ブロック・ダイアグラム

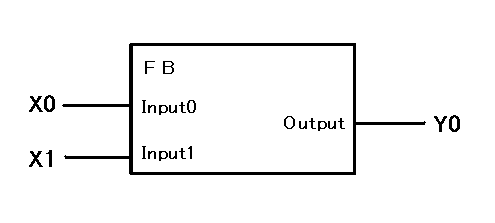
ファンクション・ブロックの例。入出力の接続線がある（この場合、入力2個、出力1個）。

ファンクション・ブロック・ダイアグラム（英語: Function block diagram）またはFBD言語（FBDげんご）はプログラマブルロジックコントローラ（PLC）用のグラフィカルなプログラム言語で、 IEC 61131-3標準で定義される5言語のうちのひとつである。
「入力パラメータ」と「出力パラメータ」をもち、複数の機能を組み合わせた制御（処理）が部品化され、1つの命令のように簡素化される。

## 主なコンポーネント
ファンクション・ブロック・ダイアグラムを構成する主なコンポーネントには以下のものがある。
ファンクション・ブロック1個以上の入力パラメータと1個の出力パラメータを持ついわば関数である。ファンクションは入力パラメータに与えられた値をもとに演算を行い、結果を出力パラメータに出力する。またプログラム上では同じ機能のファンクション・ブロックであっても各々が固有の内部状態を持てる（インスタンス化されているという）ものもある（例：フィルタやタイマ機能を持つものなど）。
変数ファンクション・ブロックの入力パラメータに渡すデータ、もしくは出力パラメータから得た結果を格納するメモリ領域。
接続線ファンクション・ブロックと変数、あるいはファンクション・ブロック同士を接続し、データの代入を行なう。
- 複数の基本的なファンクション・ブロックを1個のファンクション・ブロックとしてまとめて表現することもできる。
- ファンクション・ブロックの出力パラメータを別のファンクション・ブロックの入力に接続することもできる。

典型的なプログラム例のようす。 
```
  入力    ファンクション・ブロック　出力　　　　　　
         +------------------------+
        X|    +-----+             |R1     +------+
 --------|----|  *  |-------------|-------| Var1 |
        Y|    |     |             |       +------+
 --------|----|     |--+          |
         |    +-----+  |          |
        A|    +-----+  | +-----+  |R2
 --------|----|  +  |  +-| MAX |--|------- 他のファンクション・ブロック等へ
        B|    |     |    |     |  |
 --------|----|     |----|     |  |
        C|    +-----+    |     |  |
 --------|---------------|     |  |
         |               +-----+  |
         +------------------------+

```

## プログラムのルール
ファンクション・ブロックの入力パラメータや出力パラメータは接続線または「リンク」で結ばれる。
言い換えると接続線は下記の2点間を接続するのに使う。
- 入力変数と、ファンクション・ブロックの入力パラメータ
- ファンクション・ブロックの出力パラメータと、他のファンクション・ブロック（または自分自身）の入力パラメータ
- ファンクション・ブロックの出力パラメータと、出力変数

接続線には向きがあり、データは原則として左から右に向かって渡される。
また、接続される変数やパラメータは同じデータ型同士である必要がある。
変数や出力パラメータの右側から複数の接続線（「分岐」（ダイバージェンス）ともいう）を複数の相手に接続することで、同じデータ値を複数の相手に渡すこともできる。なお、この場合も受ける側の変数や入力パラメータはすべて同じデータ型である必要がある。